# Tiger (Schiff, 1959)
HMS Tiger (C20) war einer der letzten konventionellen leichten Kreuzer der britischen Royal Navy, späteres Typenschiff der gleichnamigen Tiger-Klasse und wurde im Jahre 1945 vom Stapel gelassen. Mit dem Ende des Zweiten Weltkriegs wurde der weitere Ausbau vorerst eingestellt und erst nach umfangreichen Änderungen 1959 abgeschlossen. In den frühen 1970er-Jahren wurde sie dann zu einem Lenkwaffen- und Hubschrauberkreuzer umgerüstet und verblieb in dieser Rolle bis 1978. Nach dem anschließenden Dienst in der Reserveflotte wurde sie 1986 endgültig ausgemustert.

## Geschichte
Der Bau der Tiger begann im Jahre 1941 auf der John Brown Werft in Clydebank, anfangs noch unter dem Namen Bellerophon als Teil der Minotaur-Klasse, die mit etwa 8800 Standardtonnen Verdrängung und einer Bewaffnung von 3×3 BL-6-Zoll-Geschützen die Schiffe der Crown Colony class ersetzen sollten. Der Bau stand von Beginn an unter einer niedrigen Priorität aufgrund der Kriegslage und den fehlenden Kapazitäten des Entwurfs zur U-Boot-Bekämpfung. Ebenso waren keine Torpedorohre vorgesehen und die Flugabwehrbewaffnung entsprach nicht mehr der wachsenden Bedrohungslage durch feindliche Flugzeuge. Unvollständig wurde das Schiff dann am 25. Oktober 1945 zu Wasser gelassen und von Lady Stansgate, der Frau des damaligen britischen Luftwaffenministers William Benn und Mutter des Politikers Tony Benn, auf den Namen Tiger getauft. 1946 wurde der weitere Ausbau dann vorläufig eingestellt und das Schiff in Dalmuir aufgelegt.
1951 fällte dann die britische Regierung die Entscheidung, die unvollendeten Schiffe mit einem geänderten Design fertigzustellen. Hauptsächlich wurde die Hauptartillerie auf modernere, automatisiert nachladende QF-6-Zoll-(152-mm)-Geschütze mit Kaliberlänge 50 umgestellt. Diese wurden in zwei Drehtürmen mit je zwei Geschützen angeordnet. Für die Luftabwehr wurden 3×2 schnellfeuernde 76-mm-Maschinenkanonen der Kaliberlänge 70 mit 90–120 Schuss pro Minute verbaut. Zudem erhielt jeder Einzelturm ein MRS3-Feuerleitradar. In dieser Konfiguration wurde die Tiger das Typschiff der gleichnamigen Klasse von drei leichten Kreuzern und hatte eine Reichweite von 12.000 km bei 13 Knoten.
Im März 1959 erfolgte die Übernahme durch die Navy und das Schiff wurde am 18. März 1959 offiziell in Dienst gestellt.

## Erste Einsätze

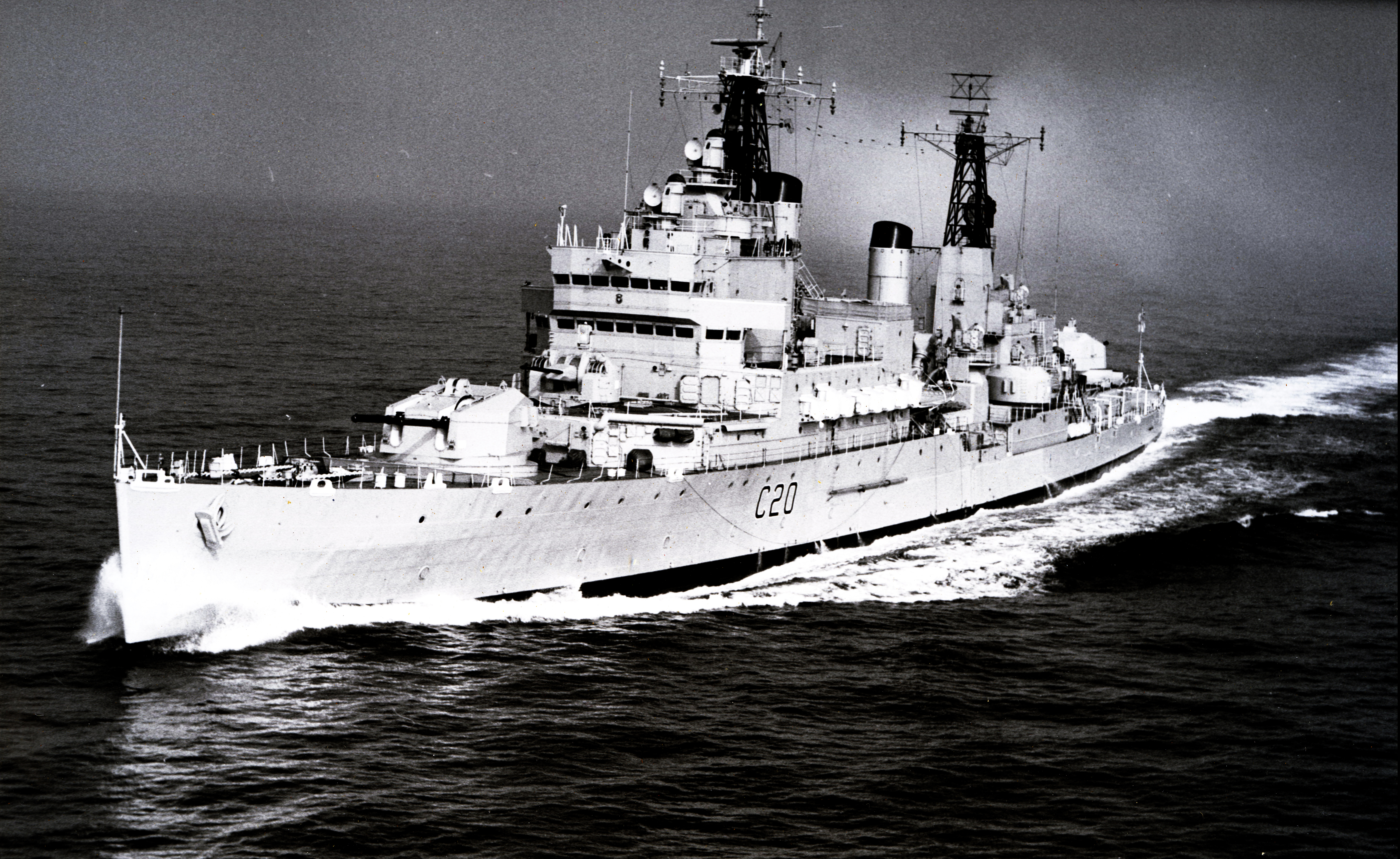
HMS Tiger im April 1965.

Nach den ersten Erprobungsfahrten erfolgten repräsentative Fahrten nach Gdynia, Stockholm, Kiel und Antwerpen. Zum Ende des Jahres 1959 verlegte die Tiger ins Mittelmeer, um für ein Jahr als Flaggschiff der britischen Mittelmeerflotte zu dienen.
Im Betrieb zeigten sich sowohl bei der Hauptartillerie als auch bei der Flugabwehrbewaffnung Probleme bei längerer Feuerdauer. Daher kam es Ende 1960 zu einem erneuten Werftaufenthalt.
Anschließend nahm das Schiff an der Operation „Far East“ im Zusammenhang mit den Auseinandersetzungen in Indonesien und Malaysia teil.
1965–1966 wurde die Tiger als Teil der Home Fleet zum Flaggschiff von Konteradmiral Michael Pollock. In dieser Zeit ereignete sich ein Unfall mit einem Leichtverletzten, bei dem während Materialtests versehentlich eine Übungsgranate in die Devonport Werft gefeuert wurde. Im Oktober 1966 befand sich das Schiff in der Nähe von Cardiff, als es dort zur Katastrophe von Aberfan kam und die Besatzung wurde zur Unterstützung der Rettungsaktionen eingesetzt.
Vom 2. bis 4. Dezember 1966 diente das Schiff, vor Gibraltar liegend, als Schauplatz der Verhandlungen über die Unabhängigkeit des Staates Rhodesien zwischen dem britischen Premierminister Harold Wilson und dem Führer der rhodesischen Unabhängigkeitsbewegung Ian Smith. Anschließend wurde die Tiger am 18. Dezember des gleichen Jahres der Reserveflotte zugeteilt.

## Umbau
Bereits mit dem Ende des Zweiten Weltkriegs wurde deutlich, dass es aufgrund der technischen Entwicklung in der Luftwaffen- und Raketentechnik keine Verwendung mehr für große, konventionelle Kriegsschiffe mit ausschließlicher Rohrbewaffnung gab. Daher wurde die Tiger nach Devonport verlegt und von 1968 bis 1972 zu einem „Hubschrauber- und Kommandokreuzer“ umgebaut. Dazu entfiel der achtere Geschützturm zu Gunsten eines Landedecks mit Hangars für vier Hubschrauber (anfangs Westland Wessex, später Westland Sea King). Die Schornsteine wurden überarbeitet und deutlich schmaler, ergänzt von neuen Abdeckungen und die Radarausrüstung wurde modernisiert. Ebenso wurden umfangreiche Führungs- und Kommandoeinrichtungen installiert, um das Schiff in Zukunft als Flaggschiff für „Task-Groups“ nutzen zu können.
Um im Bezug auf die Luftabwehr der Zeit gerecht zu werden, wurden zwei Starter mit je vier Raketen vom Typ GWS 22 Seacat installiert.
Insgesamt erhöhte sich durch die Erweiterungen die Besatzung auf 885 Mann (85 Offiziere und 800 Mannschaftsgrade). Sollte der Umbau ursprünglich nur £5 Millionen kosten und 18 Monate dauern, benötigten die Arbeiten letztendlich fast fünf Jahre und kosteten über £13 Millionen.
Am 6. Mai 1972 wurde das Schiff wieder in Dienst gestellt und verblieb lange genug als Teil der aktiven Flotte, um 1977 noch Teil der Flottenparade zu Ehren von Königin Elisabeths II. 25. Thronjubiläum zu werden.

## Verbleib

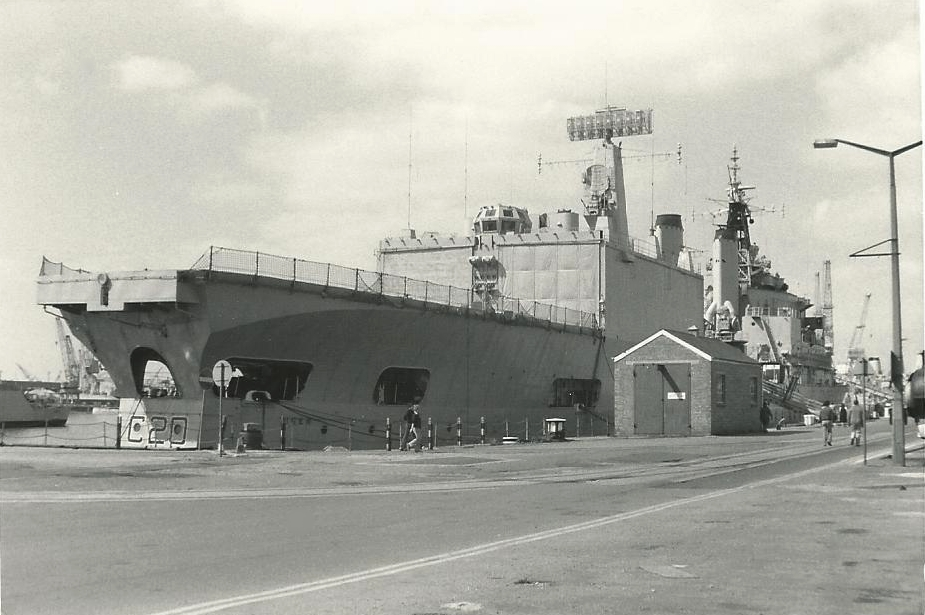
HMS Tiger außer Dienst in Portsmouth 1980

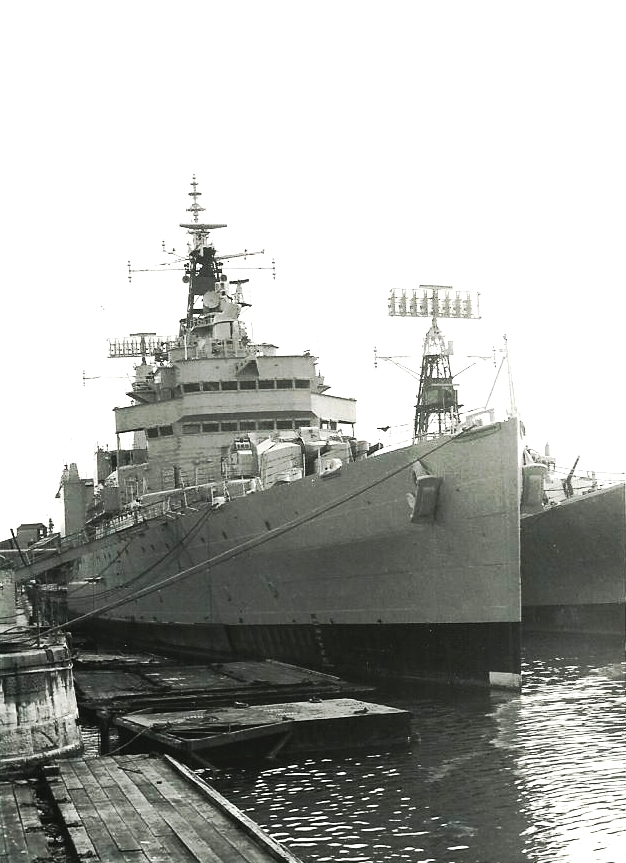
HMS Tiger, identische Situation, Blick von vorn

1978 wurde die Tiger erneut der Reserve zugewiesen, nach Chatham verbracht und am 4. Mai 1979 gemeinsam mit ihrem Schwesterschiff Blake als „Standby Squadron“ stillgelegt.
Als im April 1982 der Falklandkrieg ausbrach, wurden beide Schiffe umgehend überprüft und ein guter Zustand attestiert. Es folgte das Eindocken zur Vorbereitung der Wiederinbetriebnahme.
Entgegen ersten Spekulationen darüber, dass die 6-Zoll-Artillerie nutzvoll für die Bombardierung von Küstenlinien sein könnte, waren es tatsächlich die Flugdecks der Kreuzer, die für die zügige Indienststellung den Ausschlag gaben. Diese waren die drittgrößten der Royal Navy zum damaligen Zeitpunkt (nach den Trägern Hermes und Invincible) und hätten von Senkrechtstartern des Typs Harrier genutzt werden können.
Nach dem Verlust des Zerstörers Sheffield und der Versenkung des argentinischen Kreuzers General Belgrano überwogen jedoch die Zweifel bezüglich der Selbstverteidigungsfähigkeiten des Schiffes. Dies und der hohe Personalbedarf, verbunden mit dem Umstand der geringeren Waffen- und Treibstoffmenge eines ausschließlich senkrecht startenden Harriers, führte dann doch zum Stopp der Wiederherstellungsarbeiten, und das Schiff verblieb sich selbst überlassen bis Mitte 1986 an einer Ankerboje in Portsmouth vertäut.
Nachdem in den folgenden Jahren auch ein möglicher Verkauf an Chile nicht über das Verhandlungsstadium hinauskam, wurde die Tiger schließlich im Oktober 1986 nach Spanien geschleppt und verschrottet.

## Kommandanten
| Von         | Bis           | Kapitän                                |
| ----------- | ------------- | -------------------------------------- |
| März 1959   | Juli 1959     | Captain Richard E Washbourn DSO OBE RN |
| Juli 1959   | April 1961    | Captain Ronald E Hutchins RN           |
| April 1961  | März 1963     | Captain William Wilberforce Graham RN  |
| März 1963   | März 1965     | Captain Hardress L Lloyd DSC RN        |
| März 1965   | Dezember 1967 | Captain Geoffrey J Kirkby RN           |
| 1968        | 1972          | Umbau                                  |
| August 1971 | April 1973    | Captain Dudley T Goodhugh RN           |
| April 1973  | August 1975   | Captain Michael L Stacey RN            |
| 1975        | 1976          | In Reserve                             |
| April 1976  | Januar 1978   | Captain Simon Cassels CBE RN           |
| Januar 1978 | Juni 1978     | Captain George M K Brewer RN           |

## Schwesterschiffe
- Blake, ehem. Tiger, Kiellegung 1942, Indienststellung 1961, Außerdienststellung 1979, Umbau analog der HMS 'Tiger'[17]
- Lion, ehem. Defence, Kiellegung 1942, Indienststellung 1960, Außerdienststellung 1972, Kein Umbau, Ersatzteillager für Blake und Tiger[17]